# Grand Trunk Corporation
A Grand Trunk Corporation a Canadian National Railway amerikai egyesült államokbeli ingatlanjainak leányvállalata. Nevét a CN leányvállalatáról, a Grand Trunk Western Railroadról kapta. Az Amerikai Vasutak Szövetsége (Association of American Railroads) a 2002-es pénzügyi év óta I. osztályú vasúttársaságnak tekinti.
A GTC-t 1970. szeptember 21-én alapították a delaware-i General Corporation Law szerint Grand Trunk Industries, Inc. néven, majd 1970. november 18-án átnevezték Grand Trunk Corporationre. 1971 decemberében megszerezte a CN amerikai ingatlanjai, a Grand Trunk Western, a Central Vermont Railway és a Duluth, Winnipeg and Pacific Railway feletti irányítást, és azóta más vállalatokat is felvásárolt, többnyire más holdingok felvásárlásával: Illinois Central Railroad (IC) 1999-ben, Wisconsin Central Transportation Corporation (WC) 2001-ben, Great Lakes Transportation 2004-ben és Elgin, Joliet and Eastern Railway 2008-ban.
| Vállalat                               | Megszerezve a következőktől                            | Dátum         | Megjegyzés                                                     |
| -------------------------------------- | ------------------------------------------------------ | ------------- | -------------------------------------------------------------- |
| Algoma Central Railway                 | WC                                                     | 2001          |                                                                |
| Bessemer and Lake Erie Railroad        | GLT                                                    | 2004          |                                                                |
| Cedar River Railroad                   | IC                                                     | 1999          |                                                                |
| Chicago Central and Pacific Railroad   | IC                                                     | 1999          |                                                                |
| Duluth, Missabe and Iron Range Railway | GLT                                                    | 2004          |                                                                |
| Duluth, Winnipeg and Pacific Railway   | CN                                                     | 1971 december |                                                                |
| Elgin, Joliet and Eastern Railway      | Transtar Inc. (United States Steel Corporation)        | 2009          |                                                                |
| Grand Trunk Western Railroad           | CN                                                     | 1971 december |                                                                |
| Great Lakes Fleet, Inc.                | GLT                                                    | 2004          |                                                                |
| Illinois Central Railroad              | IC                                                     | 1999          |                                                                |
| Pittsburgh and Conneaut Dock Company   | GLT                                                    | 2004          |                                                                |
| Sault Ste. Marie Bridge Company        | WC                                                     | 2001          |                                                                |
| Waterloo Railway                       | IC                                                     | 1999          |                                                                |
| Wisconsin Central Ltd.                 | WC                                                     | 2001          |                                                                |
| Wisconsin Chicago Link Ltd.            | WC                                                     | 2001          |                                                                |
| Central Vermont Railway                | CN                                                     | 1971 december | 1995 februárjában eladva a RailTex részére                     |
| Detroit, Toledo and Ironton Railroad   | Pennco (Penn Central Corporation)                      | 1980 június   | 1983 decemberében beolvadt a Grand Trunk Western Railroad-ba   |
| Detroit and Toledo Shore Line Railroad | Megszerezte a Norfolk and Western 50%-os részesedését. | 1981 április  | 1981 októberében beolvadt a Grand Trunk Western Railroad-ba.   |
| Fox Valley and Western Ltd.            | WC                                                     | 2001          | 2002 decemberében beolvadt a Wisconsin Central Ltd.-be         |
| St. Clair Tunnel Company               | CN                                                     | 1971 december | 2008 szeptemberében beolvadt a Grand Trunk Western Railroad-ba |